# Oberscheidweiler
Oberscheidweiler in der Eifel ist eine Ortsgemeinde im Landkreis Bernkastel-Wittlich in Rheinland-Pfalz. Sie gehört der Verbandsgemeinde Wittlich-Land an.

## Geographie
Das Dorf liegt am Rand der Vulkaneifel auf einem Hochplateau zwischen Alf- und Sammetbachtal. Im Süden befindet sich Niederscheidweiler, im Westen Hasborn und nördlich liegt Mückeln.
Zu Oberscheidweiler gehören die Wohnplätze Berghof, Hubertushof, Mauritiushof, Oberscheidweilermühle, Tannenhof und Sonnenhof.

## Geschichte
Der Ort wurde im Jahr 1144 in einem Schutzbrief Kaiser Heinrichs IV. für das Kloster Springiersbach als Scheida erstmals urkundlich erwähnt. Seit dem 17. Jahrhundert ist der Name Oberscheidweiler gebräuchlich.
Der Ort zählte zu Kurtrier und darin zum Amt Daun. Da das Kloster Springiersbach noch bis ins 19. Jahrhundert Besitz in Oberscheidweiler hatte, war die Gerichtsbarkeit im 16. Jahrhundert zeitweise zweigeteilt. Die kurtrierischen Lehens- und Hofleute unterstanden dem Hochgericht in Strohn, während die klösterlichen Untertanen der niederen Gerichtsbarkeit des Klosters unterstanden.
Ab 1794 stand Oberscheidweiler unter französischer Herrschaft, 1815 wurde der Ort auf dem Wiener Kongress dem Königreich Preußen zugeordnet. Seit 1946 ist er Teil des damals neu gebildeten Landes Rheinland-Pfalz.
Durch seine Lage an der historischen Poststraße von Trier nach Koblenz hatte die Post ab etwa 1730 besondere Bedeutung für den Ort. Anfangs war Oberscheidweiler Station der Thurn-und-Taxisschen Post. Nach Einzug der Reichspost bestand von 1898 bis 1957 sogar eine Poststelle erster Klasse in Oberscheidweiler. Die alte Poststraße durch den Ort wurde im späten 19. Jahrhundert auch als Leitungsroute für Telegraphenkabel gewählt. Die besondere Bedeutung der Post schlug sich auch im 1993 verliehenen Gemeindewappen nieder, das in der eingeschweiften blauen Spitze ein Posthorn enthält.
Kirchlich gehörte Oberscheidweiler bereits im 15. Jahrhundert als Filialort zur Pfarrei Wollmerath. Der  Ort blieb auch nach 1715 Filial von Wollmerath, als man den Oberscheidweilern erlaubte, den Gottesdienst in Niederscheidweiler zu besuchen. 1775 kam Oberscheidweiler als Filial zur Pfarrei Strohn, nach 1810 dann zur Pfarrei Niederscheidweiler. Die Kirche in Oberscheidweiler geht auf eine Kapelle aus dem 18. Jahrhundert zurück, die man mehrfach erweitert hat.

## Politik

### Bürgermeister
Mark Rosenbaum ist seit dem 22. August 2019 Ortsbürgermeister von Oberscheidweiler. Er wurde im Juni 2024 wiedergewählt.
Die Vorgänger waren Elmar Götten (2014–2019) und Erhard Rosenbaum (1992–1999 sowie 2004–2014).

## Sehenswürdigkeiten
Die katholische Filialkirche St. Rochus und Katharina von Alexandrien ist ein vierachsiger Saalbau und geht im Kern auf eine Kapelle aus dem 18. Jahrhundert zurück, die um 1870 und 1922 erweitert wurde. Die Kirche wurde 1973/74 umfassend saniert.

St. Rochus und Katharina (Oberscheidweiler)
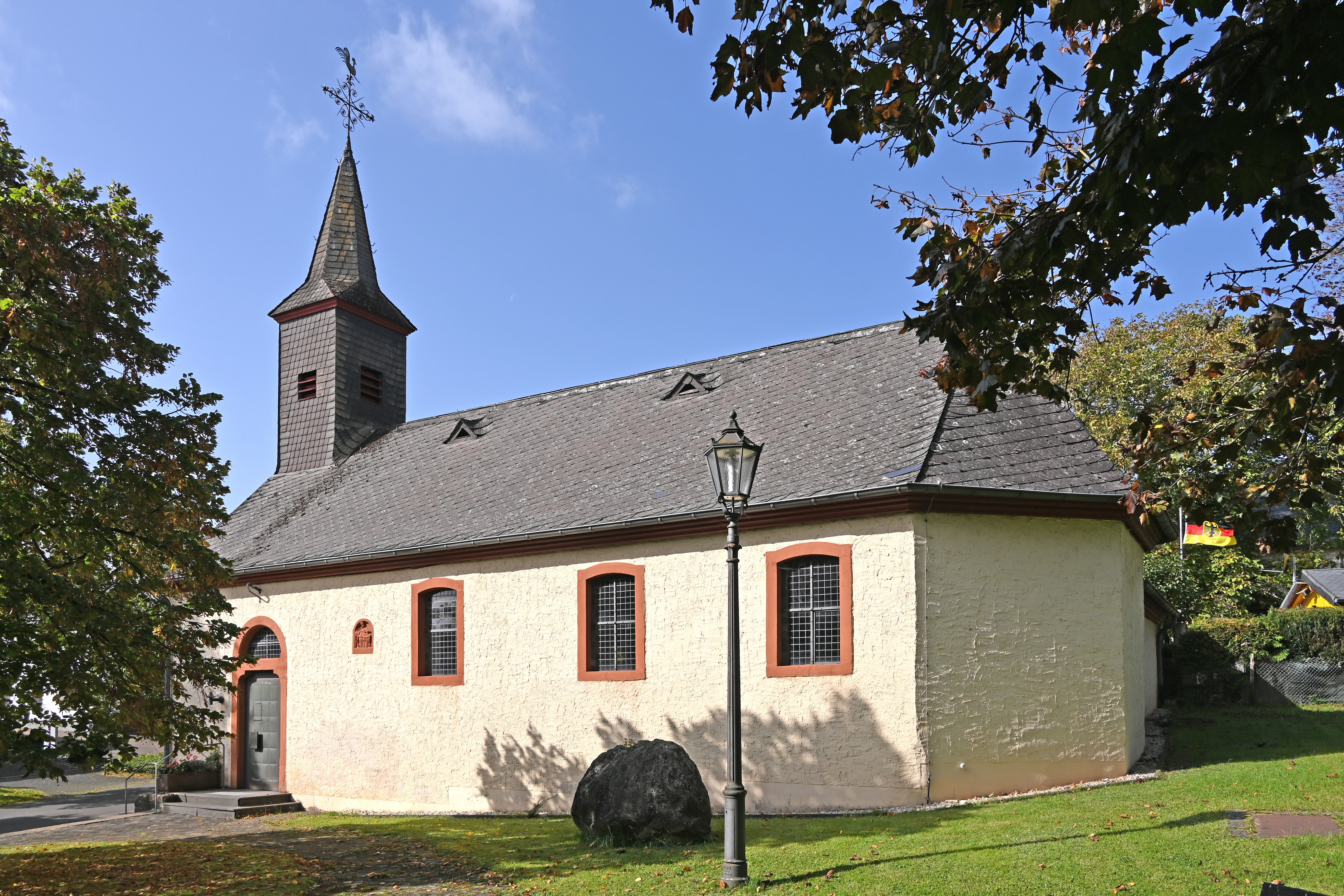
St. Rochus und Katharina
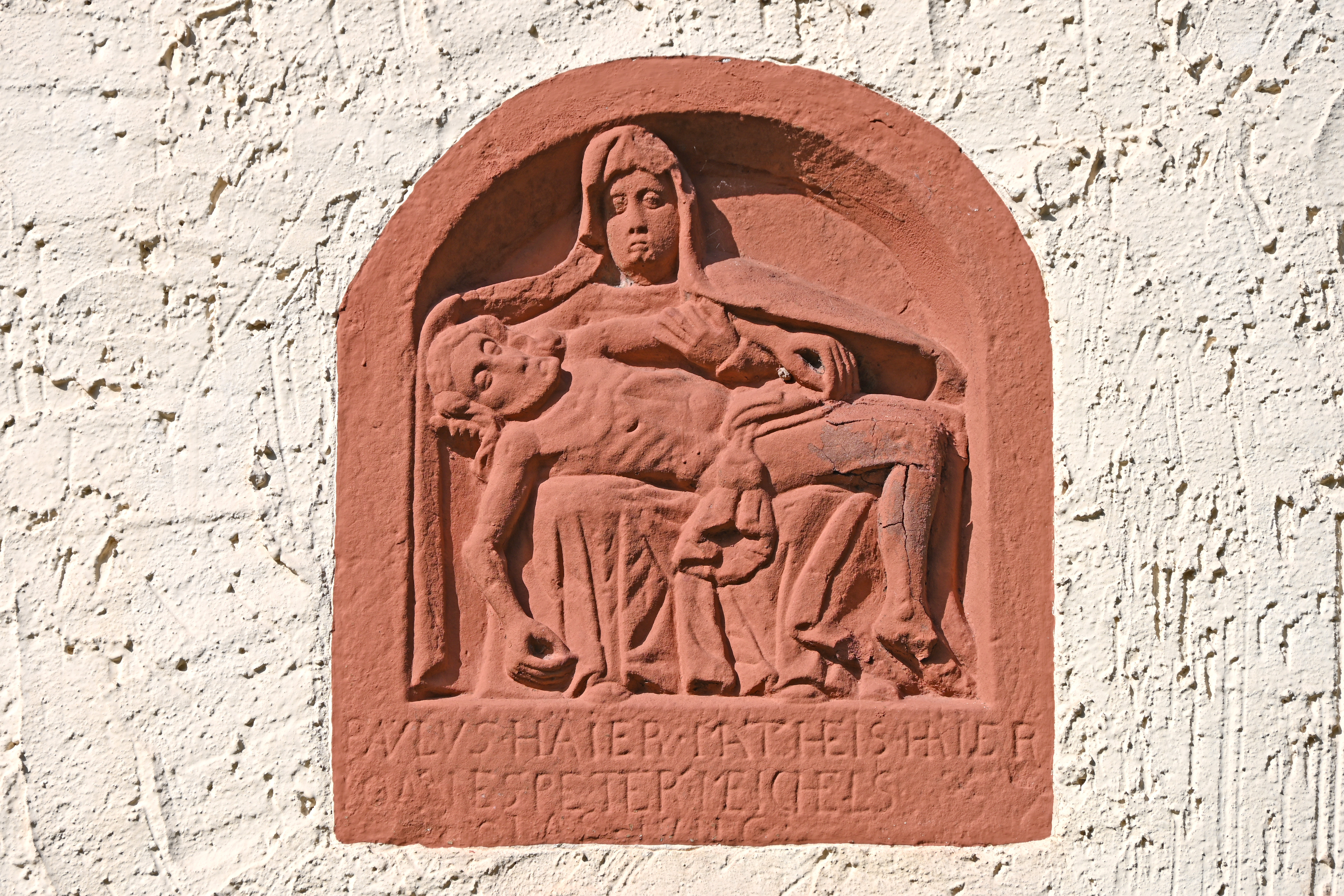
Pietà an der Südseite
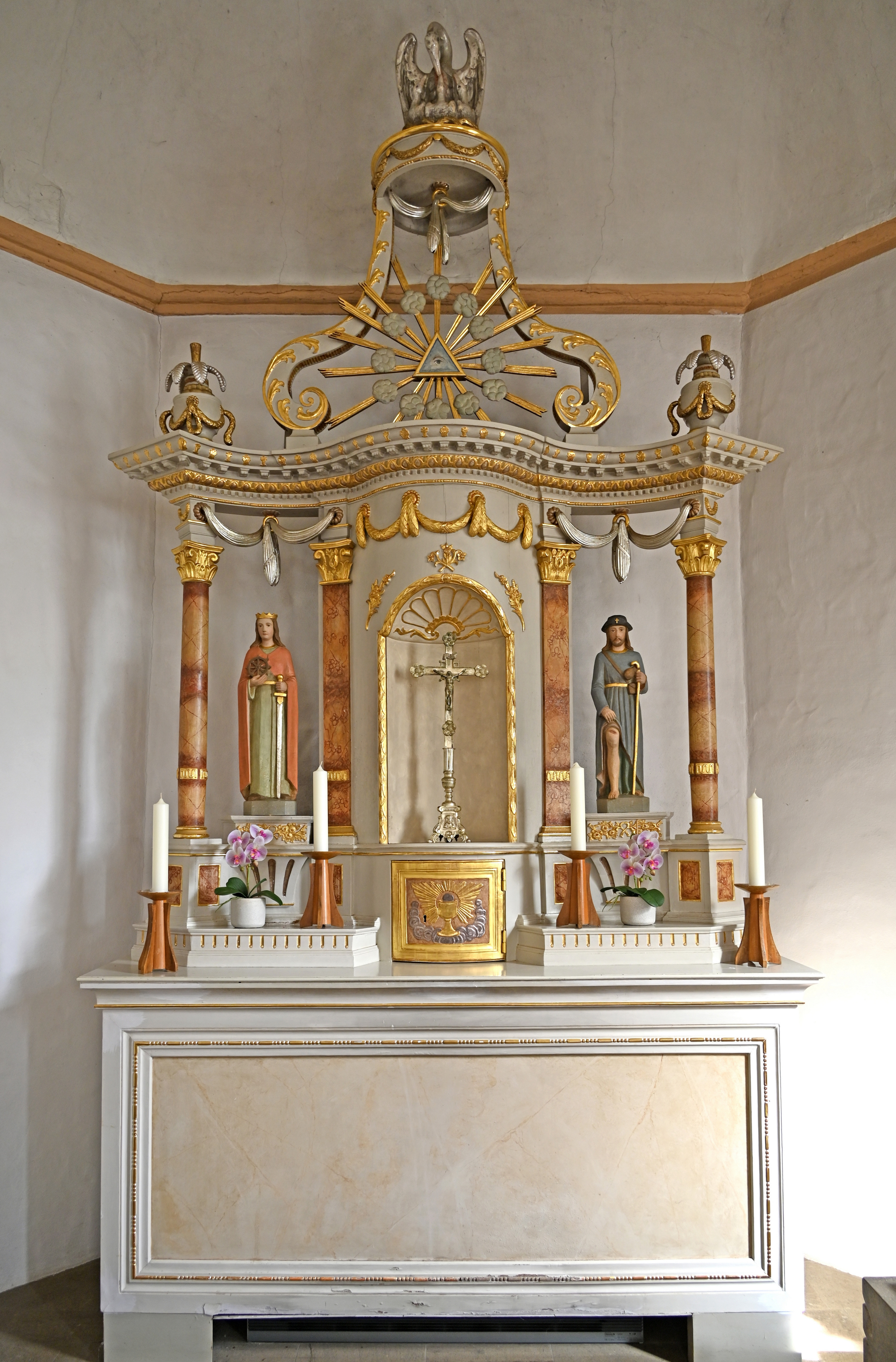
Hochaltar
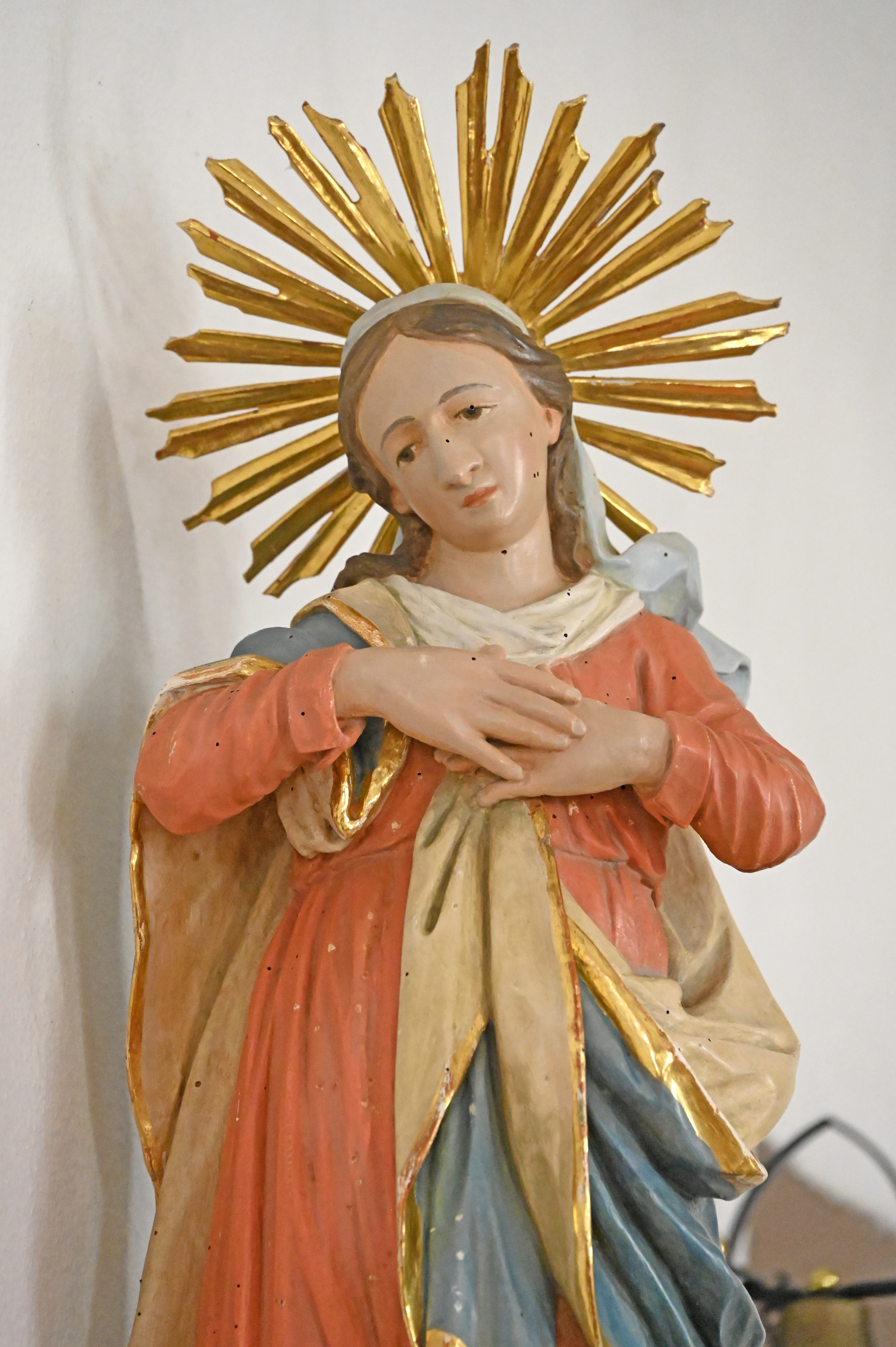
Marienstatue
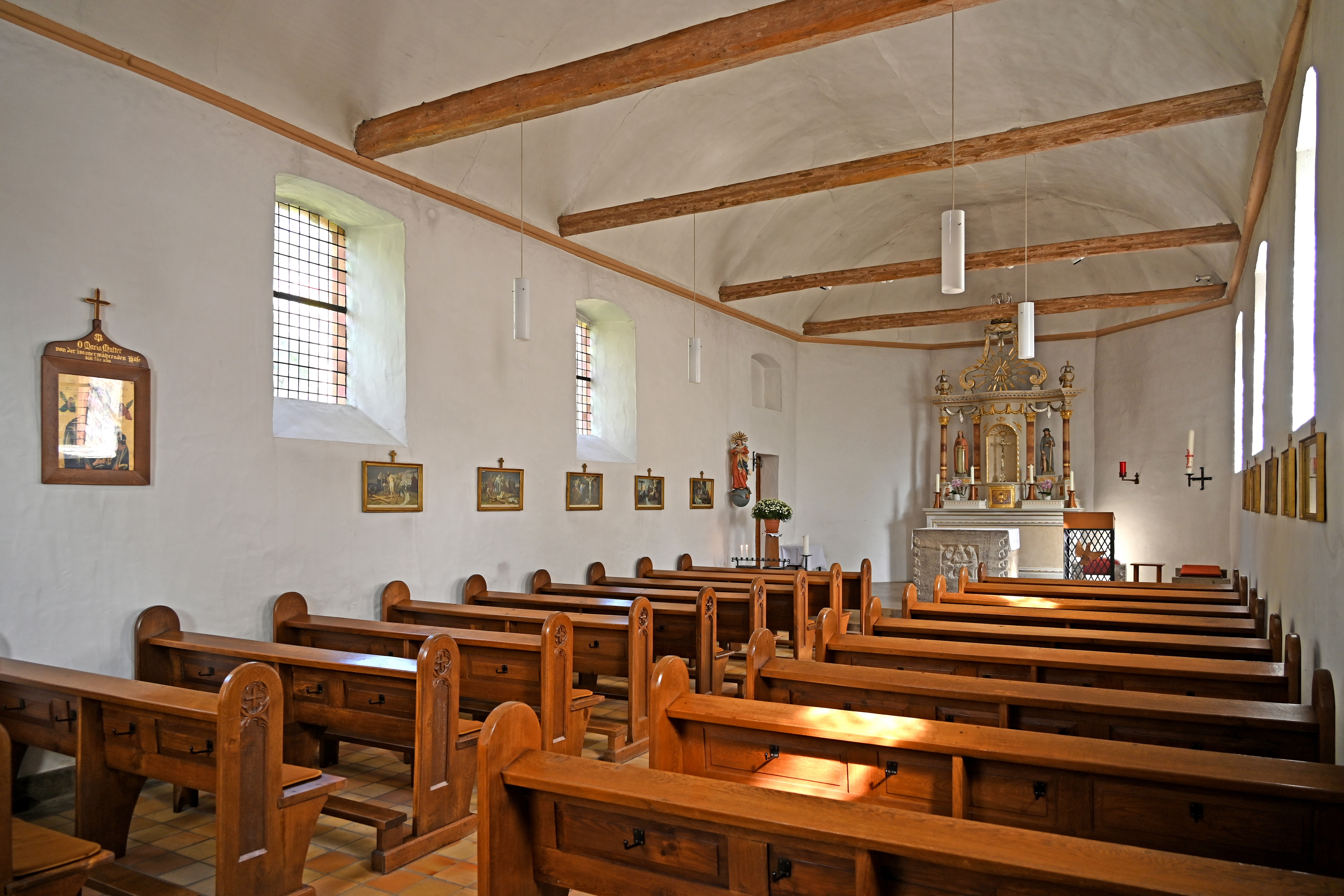
Innenraum

## Wirtschaft und Infrastruktur
Im Westen verläuft die Bundesautobahn 1. In Wittlich-Wengerohr ist ein Bahnhof der Moselstrecke.